# Satan eurystomus
Satan eurystomus är en fiskart som beskrevs av Hubbs och Bailey, 1947. Satan eurystomus ingår i släktet Satan och familjen Ictaluridae. IUCN kategoriserar arten globalt som sårbar. Inga underarter finns listade i Catalogue of Life.